# Riegerplatz

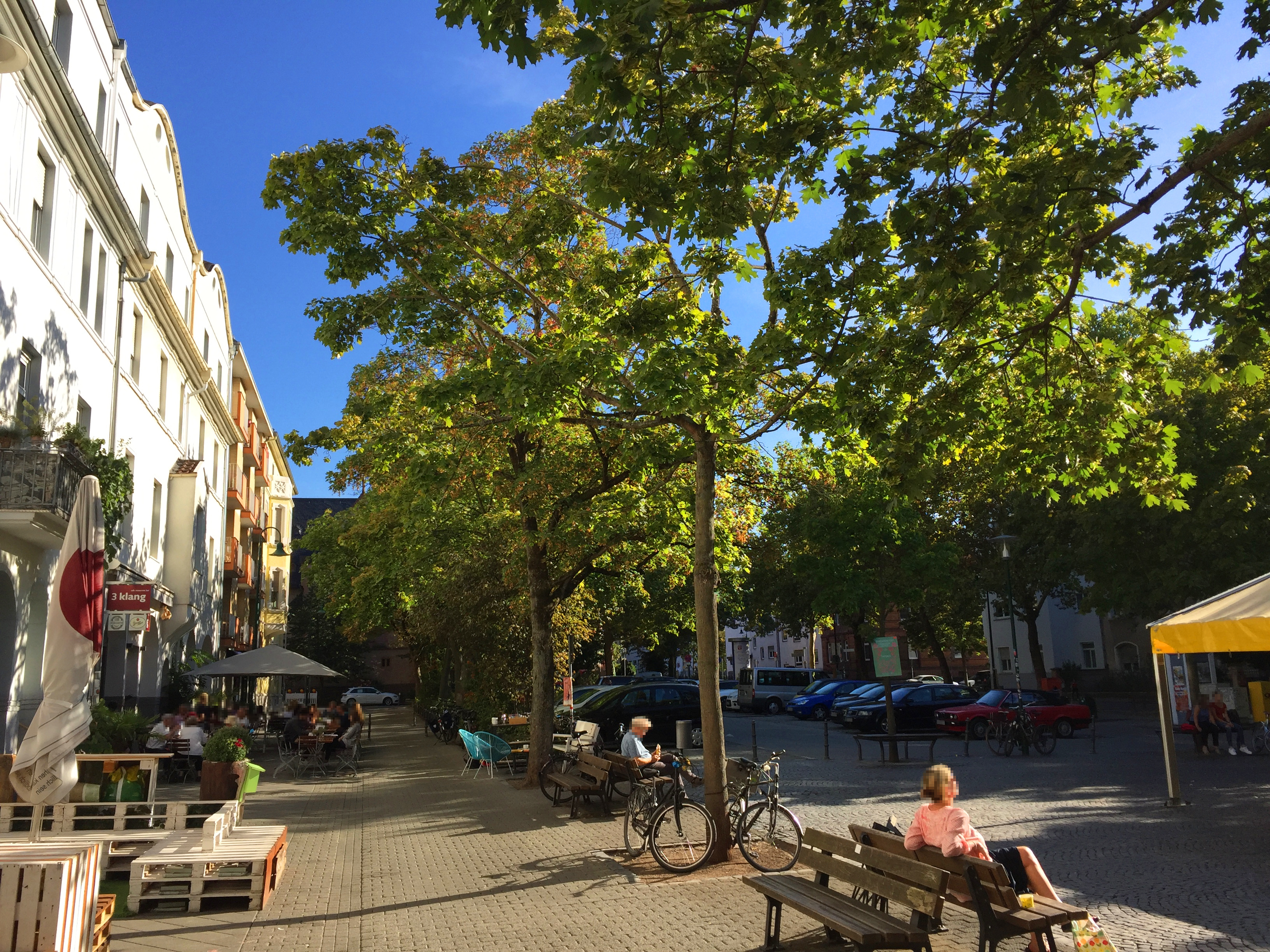
Der Riegerplatz im Martinsviertel

Der Riegerplatz ist ein zentraler Platz im Martinsviertel in Darmstadt.

## Geschichte
Der Platz wurde 1907 nach Maximilian Rieger benannt, der die direkt neben dem Riegerplatz liegende, 1885 erbaute, Martinskirche stiftete.
Zuerst als Kundgebungsort genutzt, wurde der Riegerplatz mit der Zeit in einen Parkplatz umfunktioniert. Bei einer Projektarbeit im Zuge des Architekturstudiums entwickelten Armin Schuhmacher und Andrea Dung ein Konzept zur Umgestaltung des Parkplatzes in einen Quartiersplatz für das Martinsviertel. Die gemeinsam mit Anwohnern gegründete „Initiative Lebendiger Riegerplatz e.V.“ konnte auf Basis dieses Konzeptes, Anwohner und Verantwortliche überzeugen, so dass es 1995 zu einem Magistratsbeschluss zur Umwandlung des Riegerplatzes kam. Seitdem ist der nördliche Teil für den Verkehr gesperrt und steht somit für Veranstaltungen und Wochenmärkte zur Verfügung. Um den Platz herum siedelten sich einige Lokale und Geschäfte an.

## Regelmäßige Veranstaltungen
- Mai: Flohmarkt
- Juni: Riegerplatzfest
- August: Just for Fun Straßentheaterfestival, CSD Open Air Kino
- September: Martinskerb
- September: Watzemussiggnacht
- Oktober: Weinfest
- November: Martinsfeuer/Martinsumzug